# Блумінгдейл (Джорджія)
Блумінгдейл (англ. Bloomingdale) — місто (англ. city) в США, в окрузі Четем штату Джорджія. Населення — 2790 осіб (2020).

## Географія
Блумінгдейл розташований за координатами 32°7′28″ пн. ш. 81°18′29″ зх. д. / 32.12444° пн. ш. 81.30806° зх. д. (32.124496, -81.308065).  За даними Бюро перепису населення США в 2010 році місто мало площу 36,30 км², з яких 33,07 км² — суходіл та 3,23 км² — водойми.

## Демографія
Згідно з переписом 2010 року, у місті мешкало 2713 осіб у 1031 домогосподарстві у складі 744 родин. Густота населення становила 75 осіб/км².  Було 1141 помешкання (31/км²).
Расовий склад населення:
| - 87,7 % — білих - 7,6 % — чорних або афроамериканців - 1,4 % — азіатів - 0,3 % — корінних американців - 1,7 % — осіб інших рас |

До двох чи більше рас належало 1,3 %. Частка іспаномовних становила 4,7 % від усіх жителів.
За віковим діапазоном населення розподілялося таким чином: 23,8 % — особи молодші 18 років, 63,5 % — особи у віці 18—64 років, 12,7 % — особи у віці 65 років та старші. Медіана віку мешканця становила 37,4 року. На 100 осіб жіночої статі у місті припадало 104,1 чоловіків;  на 100 жінок у віці від 18 років та старших — 99,9 чоловіків також старших 18 років.
Середній дохід на одне домашнє господарство  становив 57 580 доларів США (медіана — 46 681), а середній дохід на одну сім'ю — 62 003 долари (медіана — 51 094). Медіана доходів становила 41 742 долари для чоловіків та 30 250 доларів для жінок. За межею бідності перебувало 11,9 % осіб, у тому числі 15,6 % дітей у віці до 18 років та 5,7 % осіб у віці 65 років та старших.
Цивільне працевлаштоване населення становило 1280 осіб. Основні галузі зайнятості: роздрібна торгівля — 14,6 %, освіта, охорона здоров'я та соціальна допомога — 14,2 %, виробництво — 13,0 %, транспорт — 12,3 %.